# Elsa Berglund
För konstnären med samma namn, se Elsa Berglund (konstnär).
Elsa Vilhelmina Berglund, född Wickman 14 januari 1885 i Gävle, död 15 maj 1967 i Täby, var en svensk skådespelare och matskribent.

## Biografi
Berglund var dotter till tjänstemannen Axel Wickman och Edla Fougman. Elsa Berglund utbildade sig vid Josephine Gullbergs balettskola och Elin Svenssons dramatiska elevskola. Hon började vid teatern vid 15 års ålder och var anställd vid olika teatrar fram till 1911. Hon var engagerad vid Blancheteatern i Stockholm 1922–1926. Hon gjorde roller som Lisa i Värmlänningarna, Agnes i Löjen och tårar, Stephi i Herr senatorn, Lotta i En Stockholms-flicka och Fru Andersson i Kassabrist.
Elsa Berglund var också verksam som skribent och föreläsare inom kokkonsten. Hon studerade matlagning i Paris och Bordeaux 1920–1921 och hade en mat- och hushållsspalt i Stockholms-Tidningen 1935–1938. Hon blev diplomerad från Kockinstitutet le Cordon bleu i Paris och höll ett flertal föredragsturnéer i landsorten samt kurser i matlagning såväl i Stockholm som på landsorten. Tillsammans med maken utgav hon Bullens kokbok 1930.
Hon gifte sig första gången 1906 med skriftställaren Helge Malmberg (1881–1952) och andra gången 1912 med skådespelaren Erik "Bullen" Berglund (1887–1963).

## Teater

### Roller (ej komplett)
| År   | Roll          | Produktion                                                        | Regi          | Teater                |
| ---- | ------------- | ----------------------------------------------------------------- | ------------- | --------------------- |
| 1907 |               | Samvetets mask Ludwig Anzengruber                                 |               | Östermalmsteatern     |
| 1912 | Marguerite    | Spökhotellet Georges Feydeau och Maurice Desvallieres             | Albert Ranft  | Vasateatern           |
| 1912 |               | En stockholmsflicka Oscar Wennersten                              |               | Folkets hus teater    |
| 1919 | Medverkande   | Hembränt, revy David Gustafsson                                   | Erik Berglund | Nya teatern, Göteborg |
| 1919 | Medverkande   | Kaos, revy Axel Engdahl                                           | Erik Berglund | Turné                 |
| 1925 | Sara          | Mannens revben W. Somerset Maugham                                | Erik Berglund | Blancheteatern        |
| 1925 | Garderobiären | Portiern på Maxim Yves Mirande, Gustave Quinson och Henri Geroule | Ernst Eklund  | Blancheteatern        |
| 1926 | Augusta       | Kassabrist Vilhelm Moberg                                         | Erik Berglund | Blancheteatern        |

## Filmografi
- 1916 – I minnenas band

### Fotnoter
1. ↑  ”Elsa Berglund”. Svensk Filmdatabas. http://www.sfi.se/sv/svensk-filmdatabas/Item/?type=PERSON&itemid=57775&ref=%2ftemplates%2fSwedishFilmSearchResult.aspx%3fid%3d1225%26epslanguage%3dsv%26searchword%3dElsa+Berglund%26type%3dPerson%26match%3dBegin%26page%3d1%26prom%3dFalse. Läst 7 oktober 2012.
2. 1 2 3  Berglund, Elsa Vilhelmina, skådespelerska, Sthlm i Vem är Vem? / Stockholmsdelen 1945 / s 67.
3. ↑  Sveriges Dödbok 1901–2009, DVD-ROM, Version 5.00, Sveriges Släktforskarförbund (2010).
4. ↑  Berglund, Erik (1960). Ett sånt liv. Stockholm: Albert Bonniers förlag AB. sid. 59. Libris 37416
5. ↑  ”Spökhotellet”. Musikverket. http://calmview.musikverk.se/CalmView/Record.aspx?src=CalmView.Performance&id=PERF23285&pos=184. Läst 8 juli 2015.
6. ↑  ”'En Stockholmsflicka' på Folkets hus teater”. Dagens Nyheter:  s. 10. 20 oktober 1912. http://arkivet.dn.se/tidning/1912-10-20/15243/10. Läst 9 februari 2017.
7. ↑  Berglund, Erik (1960). Ett sånt liv. Stockholm: Albert Bonniers förlag AB. sid. 78. Libris 37416
8. ↑  ”Teater och Musik”. Dagens Nyheter:  s. 8. 12 oktober 1925. http://arkivet.dn.se/arkivet/tidning/1925-10-12/277/8. Läst 6 april 2016.
9. ↑  ”Portiern på Maxim”. Musikverket. http://calmview.musikverk.se/CalmView/Record.aspx?src=CalmView.Performance&id=PERF22164&pos=23. Läst 5 april 2016.
10. ↑  ”Kassabrist”. Musikverket. http://calmview.musikverk.se/CalmView/Record.aspx?src=CalmView.Performance&id=PERF22057&pos=33. Läst 6 april 2016.